# Arteixo
Arteixo település Spanyolországban, A Coruña tartományban. Arteixo A Coruña, Culleredo és A Laracha községekkel határos. Lakosainak száma 34 038 fő (2024).

## Népesség
A település lakosságának változását az alábbi diagram mutatja:
| Lakosok száma | 22 709 | 25 295 | 26 739 | 29 762 | 30 482 | 30 857 | 31 239 | 32 262 | 32 894 | 34 038 |
|               | 2001   | 2004   | 2006   | 2009   | 2011   | 2014   | 2016   | 2019   | 2021   | 2024   |